# Refuge de l'Illa
Le refuge de l'Illa est un refuge d'Andorre situé dans la paroisse d'Encamp à une altitude de 2 480 ou 2 488 m,.

## Randonnée
Initialement construit pour abriter les ouvriers travaillant à la construction du barrage de l'estany de l'Illa, le bâtiment a été ensuite agrandi et transformé en refuge de montagne en 1993. Il est aujourd'hui la propriété du Govern d'Andorra,. Il s'agit d'un refuge gardé, ouvert toute l'année, dont la capacité d'accueil est de 42 personnes,.
Le refuge de l'Illa est situé dans la vallée du Madriu-Perafita-Claror, classée au patrimoine mondial de l'UNESCO. Il se trouve tout près de la rive sud de l'estany de l'Illa mais également de la frontière espagnole, matérialisée par le Coll de l'Illa (2 543 m).
On accède au refuge par de multiples chemins de randonnée (GRP, GR 7 et GR 11), provenant de la vallée du Madriu, du cirque des Pessons mais également de l'Espagne (Vallcivera).

Carte des principaux chemins de randonnée et refuges d'Andorre.
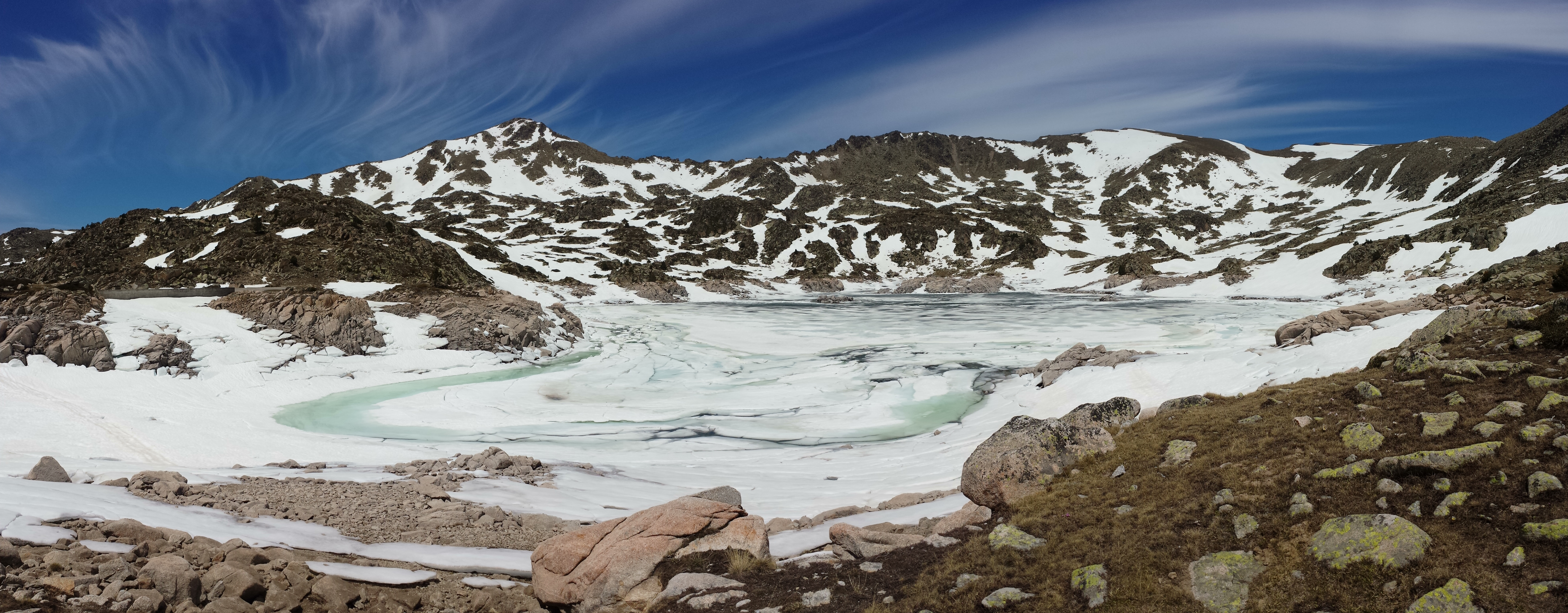
L'estany de l'Illa.

## Toponymie
Illa signifie « île » en catalan et provient directement du latin insula de même signification,. Cette dénomination s'explique par la présence d'un petit îlot au sein de l'estany de l'Illa voisin,.